# جيورجيي تشكوفسكي
جيورجيي تشكوفسكي (بالمقدونية: Ѓорѓи Чековски)‏ مواليد 11 ديسمبر 1979 في سكوبيه، جمهورية يوغوسلافيا الاشتراكية الاتحادية، هو لاعب كرة سلة مقدوني. بدأ مسيرته الاحترافية في سنة 1997. يلعب في الدوري المقدوني لكرة السلة. يحمل الرقم 22.

## المسيرة الاحترافية
لعب مع نادي سلوفان لكرة السلة في سنة 2003، ثم لعب مع نادي بريشتينا لكرة السلة في موسم 2003–2004، ثم لعب مع نادي أكاديميك لكرة السلة من سنة 2004 إلى 2007، ثم لعب مع إم زد تي سكوبيه من سنة 2011 إلى 2014.

## إحصائيات المسيرة

### كأس أوروبا
| السنة                         | الفريق                   | لعب | بدأ | دقيقة | ميداني% | ثلاثية | حرة  | ارتداد | صنع | استلاب | تصدي | نقطة | أداء |
| ----------------------------- | ------------------------ | --- | --- | ----- | ------- | ------ | ---- | ------ | --- | ------ | ---- | ---- | ---- |
| كأس أوروبا لكرة السلة 2004–05 | نادي أكاديميك لكرة السلة | 12  | 11  | 29.3  | .425    | .414   | .471 | 5.1    | 0.8 | 0.8    | 0.0  | 8.8  | 7.3  |
| كأس أوروبا لكرة السلة 2005–06 | نادي أكاديميك لكرة السلة | 11  | 10  | 25.1  | .439    | .341   | .846 | 4.2    | 0.5 | 1.6    | 0.1  | 8.8  | 7.6  |
| كأس أوروبا لكرة السلة 2004–05 | نادي أكاديميك لكرة السلة | 10  | 10  | 28.2  | .430    | .383   | .400 | 5.5    | 0.7 | 1.0    | 0.1  | 9.2  | 6.1  |
| كأس أوروبا لكرة السلة 2013–14 | إم زد تي سكوبيه          | 8   | 4   | 21.0  | .429    | .308   | .727 | 3.5    | 0.6 | 0.6    | 0.1  | 9.0  | 6.8  |

### بطولات الدوري المحلية
| الموسم  | الفريق                 | الدوري             | لعب | دقيقة | ميداني% | ثلاثية | حرة   | ارتداد | صنع | SPG | تصدي | نقطة |
| ------- | ---------------------- | ------------------ | --- | ----- | ------- | ------ | ----- | ------ | --- | --- | ---- | ---- |
| 2003–04 | نادي سلوفان لكرة السلة | الدوري الأدرياتيكي | 12  | 14.8  | .404    | .344   | 1.000 | 1.4    | 0.7 | 0.5 | 0.0  | 4.5  |
| 2012–13 | إم زد تي سكوبيه        | الدوري الأدرياتيكي | 25  | 27.9  | .460    | .363   | .629  | 5.2    | 1.8 | 0.9 | 0.0  | 12.1 |
| 2013–14 | إم زد تي سكوبيه        | الدوري الأدرياتيكي | 23  | 23.3  | .410    | .308   | .724  | 3.6    | 1.1 | 0.6 | 0.4  | 9.2  |

## روابط خارجية
- جيورجيي تشكوفسكي على موقع الاتحاد الدولي لكرة السلة (الإنجليزية)
- جيورجيي تشكوفسكي على موقع الدوري الأوروبي لكرة السلة (الإنجليزية)
- جيورجيي تشكوفسكي على موقع كرة السلة الأوروبية.كوم (الإنجليزية)
- جيورجيي تشكوفسكي على موقع ريلجم (الإنجليزية)
- جيورجيي تشكوفسكي على موقع بروبوليرز (الإنجليزية)
- جيورجيي تشكوفسكي على موقع سبورتس رفرنس (الإنجليزية)